# Emir Mujčinović
Emir Mujčinović (Zagreb, 14. travnja 1979.), hrvatski kanuist.
Natjecao se na Olimpijskim igrama 2008. u kategoriji C–1 slalom, a osvojio je 13. mjesto.
Na europskom prvenstvu 2001. osvojio je srebrnu medalju u kategoriji 3 x C–2 spust.
Bio je član zagrebačkog Končara i Zagreba.